# Eustomias vulgaris
Eustomias vulgaris es una especie de pez de la familia Stomiidae en el orden de los Stomiiformes.

## Morfología
• Las hembras pueden llegar alcanzar los 19 cm de longitud total.

## Hábitat
Es un pez de mar y de aguas  tropicales que vive hasta 750 m de profundidad

## Distribución geográfica
Se encuentra en las Hawaii, en algunas áreas del Pacífico meridional central y cerca de la  ecuador en el Pacífico occidental.